# Jay Anson
Jay Anson (4. studenog 1921. – 12. ožujka 1980.) je američki pisac čiji je prvi (i najpoznatiji) rad bio je The Amityville Horror. Nakon bijega uspjeha iz tog romana, pisao je 666, koji se također bavio s Haunted House. On je umro 1980.

## Biografija
Njegov rad, The Amityville Horror, bio je prodan kao "istinite priče", te je na temelju iskustva izvijestila George Lutz i Kathleen Lutz na 112 Ocean Avenue u prosincu 1975. Lutz je prodao prava na knjigu Anson, koji je dodao i prilagođeni za neke od Lutz originalnim tvrdnje. Film je kasnije napravljen prema knjizi, koja egzemplificira te dodatke.